# Aliança da Irmandade Chin
A Aliança da Irmandade Chin é uma aliança militar e política entre várias organizações étnicas armadas ativas no Estado Chin, em Mianmar. Formada em 30 de dezembro de 2023, durante a Guerra Civil de Mianmar, o objetivo alegado da aliança é promover a colaboração em relação aos assuntos do Estado Chin e da comunidade étnica chin. A aliança foi criada pelas forças de defesa locais do povo chin, que acreditavam que o estabelecimento da Constituição de Chinland, do Conselho de Chinland e do Estado de Chinland "não aderiu aos padrões democráticos, careceu de igualdade e não conseguiu representar e refletir a unidade do todo o grupo étnico chin."

## Conflitos com outros grupos chins
Em 31 de janeiro de 2024, a Força de Defesa de Chinland-Mara, a Força de Defesa de Chinland-Paletwa, a Força de Defesa de Chinland-Thantlang, a Força de Defesa de Chinland–Zophei, a Força de Defesa de Chinland-Lautu e a Força de Defesa de Chinland–Senthang, ao lado do Exército Nacional Chin, lançaram uma ofensiva contra um dos membros da Aliança da Irmandade Chin - a Força de Defesa de Maraland - depois que esta última supostamente matou um soldado do Exército Nacional Chin e detiveram vários soldados da Força de Defesa de Chinland-Mara. Um mês depois, a Força de Defesa de Maraland e o Exército Nacional Chin entraram em confronto no município de Paletwa, perto da fronteira entre o estado Chin e o estado Rakhine.
No início de Maio, depois de a Aliança da Irmandade Chin ter capturado a cidade de Kyindwe, a aliança acusou o Conselho de Chinland e a Frente Nacional Chin de tentar tirar partido do conflito no Estado Chin para ocupar a cidade e expandir o seu controle territorial. Na mesma declaração, instou a Frente Nacional Chin a priorizar os ataques à capital do estado Chin, Hakha, e alertou que a aliança iria "revidar" se os confrontos continuassem. A Força de Defesa de Chinland-Matupi (Brigada 2), membro do Conselho de Chinland, condenou as acusações.

## Adesão
Membros fundadores
- Organização Nacional Chin (Força de Defesa Nacional Chin)
- Conselho Nacional Chin (Força de Defesa de Chinland-Mindat)
- União Federal Zomi (Força de Defesa de Zoland)

Membros posteriores
- Comitê Territorial de Mara (Força de Defesa de Maraland)
- Força de Defesa de Chinland-Matupi
- Força de Defesa de Chinland-Kanpetlet